# Suwak
Suwak is een bestuurslaag in het regentschap Bireuen van de provincie Atjeh, Indonesië. Suwak telt 424 inwoners (volkstelling 2010).